# Кампо ла Фонтана (Изернија)
Кампо ла Фонтана је насеље у Италији у округу Изернија, региону Молизе.
Према процени из 2011. у насељу је живело 17 становника. Насеље се налази на надморској висини од 217 м.